# Терпеньевский район
Терпеньевский район — российский национальный район в составе УССР, существовавший с 1924 по 1933 год. Входил в состав Мелитопольского округа УССР, а после 1930 года — в состав Днепропетровской области УССР. Районным центром было село Терпенье.

## История

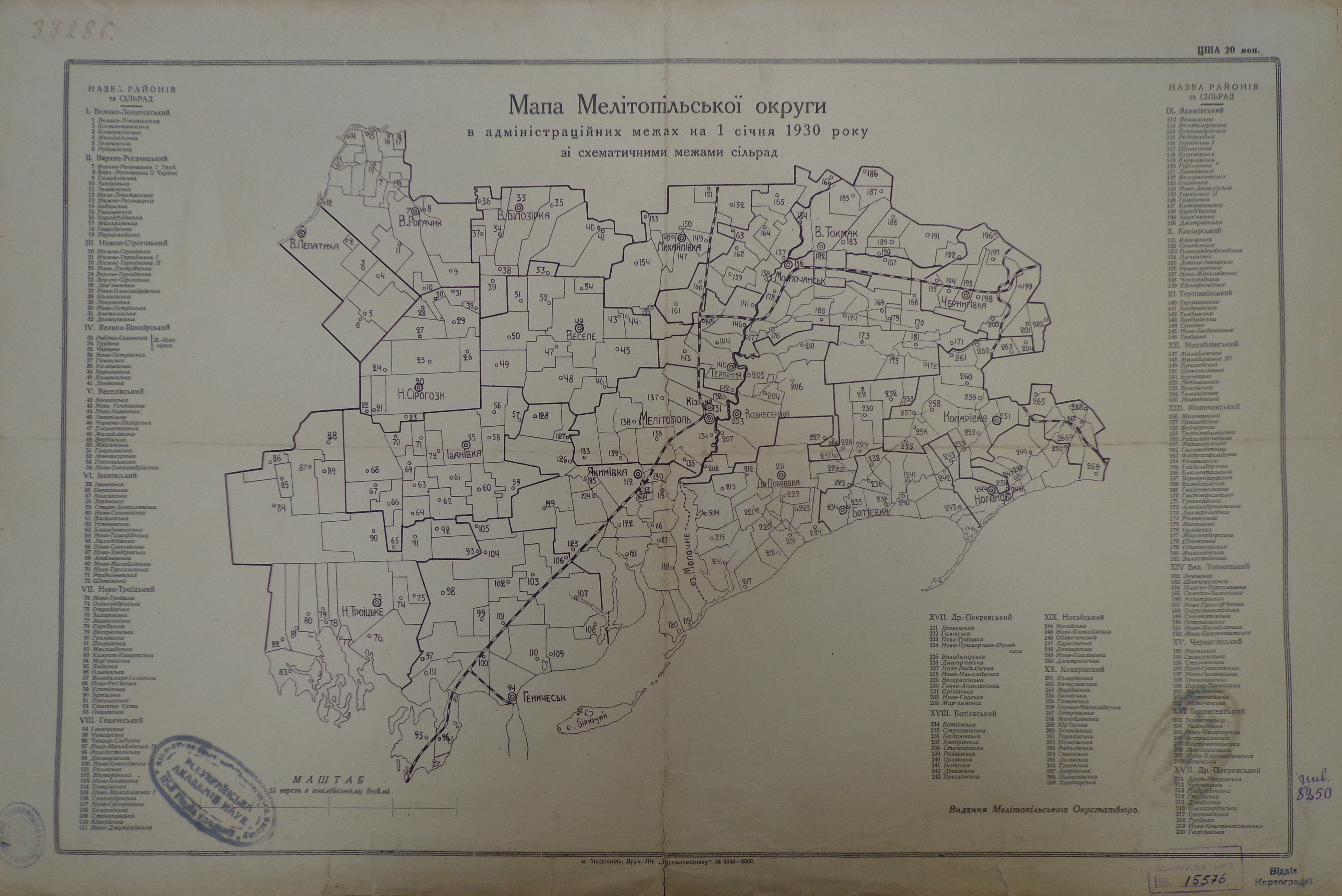
Терпеньевский район на карте Мелитопольского округа 1930 года.

- Район был образован 11 июня 1924 года из части Пришибского района как район с преимущественно немецким населением. Позже преобразован в русский национальный район.
- 15 сентября 1930 году Мелитопольский округ был ликвидирован, и Терпеньевский район перешёл в прямое подчинение УССР.
- 27 февраля 1932 года вошёл в состав новообразованной Днепропетровской области.
- 20 мая 1933 года Терпеньевский район был присоединён к Мелитопольскому.[1]

## Административно-территориальное деление
По состоянию на 1 января 1930 года Терпеньевский район делился на 7 сельсоветов:
| №  | Название         | Центр                               |
| -- | ---------------- | ----------------------------------- |
| 1. | Богдановский     | Богдановка (теперь Старобогдановка) |
| 2. | Новобогдановский | Новобогдановка                      |
| 3. | Спасский         | Спасское                            |
| 4. | Тамбовский       | Тамбовка                            |
| 5. | Терпеньевский    | Терпенье                            |
| 6. | Троицкий         | Троицкое                            |
| 7. | Фёдоровский      | Фёдоровка                           |